# Cherax pulcher
Espèce
Cherax pulcher est une espèce de crustacés malacostracés décapodes de la famille des Parastacidae.

## Aire de répartition

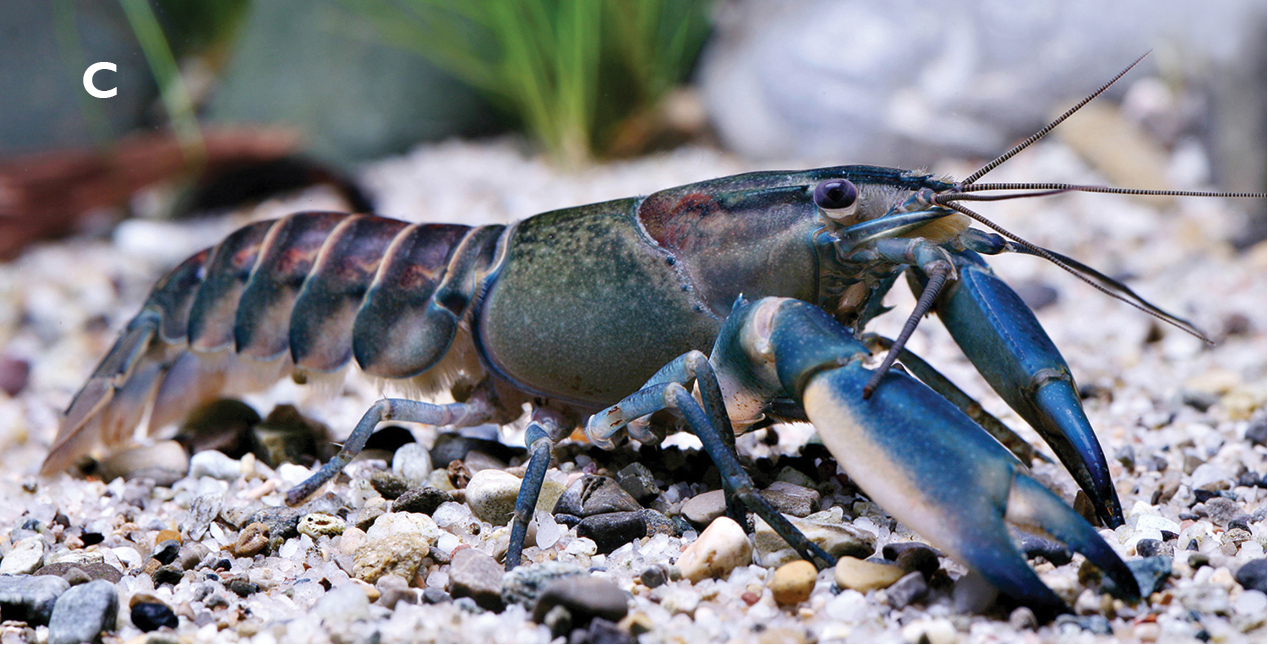
Spécimen ♀ dans un aquarium non précisé et en provenance d'Indonésie.

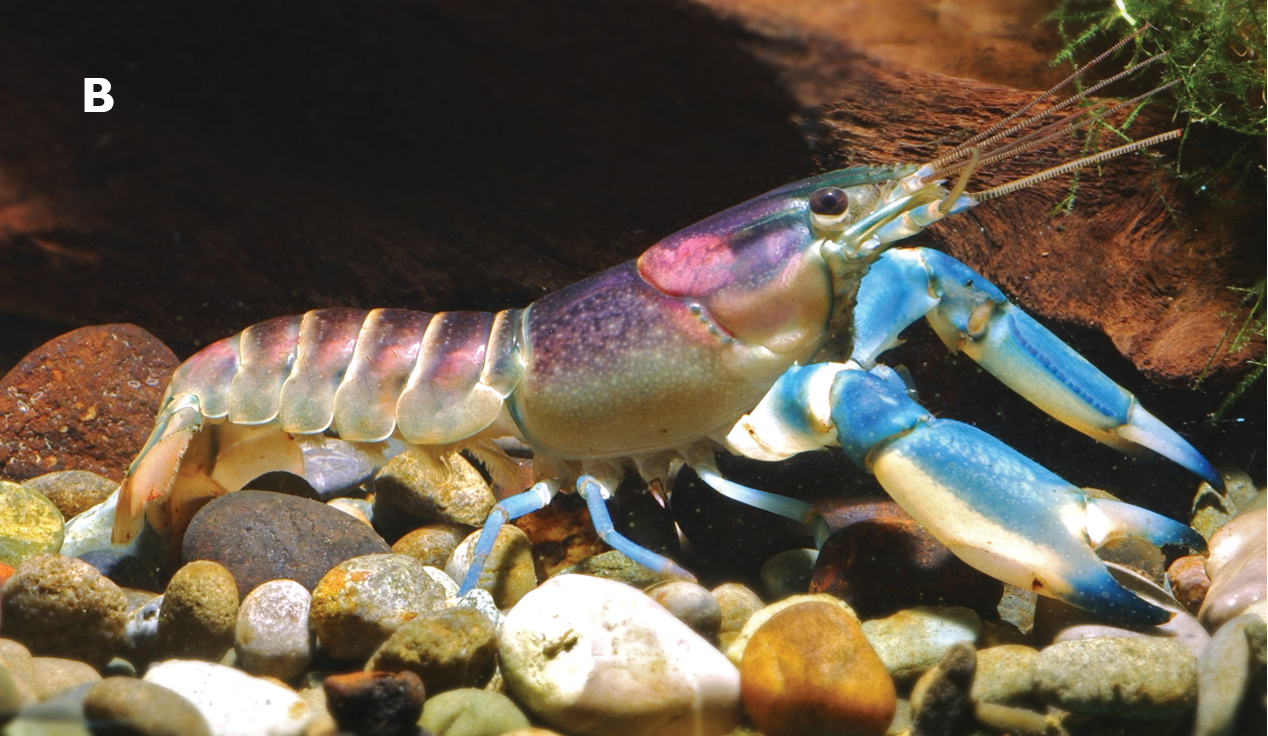
Spécimen ♂ juvénile à Hoa Creek.

Cette écrevisse est endémique de Nouvelle-Guinée occidentale, en Indonésie. Elle se rencontre à Hoa Creek, dans la péninsule de Doberai.

## Étymologie
L'épithète spécifique pulcher vient du latin pulcher (« beau »), en référence à l'aspect coloré (en) de cette espèce.

## Taxinomie
Cette espèce a été décrite en 2015 par le naturaliste allemand Christian Lukhaup. La localité type est Hoa Creek, à la péninsule de Doberai, en Nouvelle-Guinée occidentale (Indonésie).